# Mars 1933
Cette page présente les faits marquants du mois de mars 1933.

## Événements
- Premier vol du Boulton Paul P.64.

- 3 mars : arrestation d'Ernst Thälmann, chef du KPD (parti communiste).

- 4 mars : 
  - Franklin Delano Roosevelt (démocrate) devient le 32e président des États-Unis d'Amérique (fin en 1945).
  - Dictature de Engelbert Dollfuss en Autriche.
  - Fondation de Confédération espagnole des droites autonomes (CEDA).

- 5 mars : élections (parlementaires) au Reichstag dans un climat de terreur.
  - Résultats : NSDAP 43,9 %, SPD 18,3 %, KPD 12,3 %, Zentrum 11,2 %, DNVP 8 %.
  - Le soir même du scrutin, les nazis prennent le contrôle de Hambourg, de Lübeck et de Hesse.
  - Du 6 au 9 mars, c'est le tour des Länder de Saxe, Wurtemberg, Bade et Bavière.

- 9 mars - 16 juin : cent jours. Début de la nouvelle politique économique américaine, le « New Deal ».

- 11 mars : Joseph Goebbels est nommé ministre de la propagande et de l’Instruction du peuple.

- 15 mars : « Mission de l'Everest ». Un équipage britannique effectue un vol de reconnaissance au-dessus de l'Everest à 10 205 m d'altitude.

- 21 mars :
  - Journée de Potsdam : 1re mise en scène de la propagande nazie de Joseph Goebbels
  - Début de la construction de Dachau, 1er camp de concentration allemand.

- 23 mars : vote du Reichstag, Hitler obtient les pleins pouvoirs pour quatre ans (Ermächtigungsgesetz).
  - À cette occasion, il obtient le soutien nécessaire du Zentrum, le parti catholique. Seul le SPD ose s'opposer. (La séance a lieu en présence de forces armées SA et SS).

- 26 mars : Grand Prix automobile de Tunisie.

- 27 mars : l'empire du Japon quitte la Société des Nations.

- 28 mars : déclaration de Fulda. Les évêques allemands lèvent l'incompatibilité pour des catholiques d'adhérer au parti national-socialiste tout en rappelant leur réserve à l'égard de l’idéologie nazie et leur souci de préserver l’intégrité et les missions de l’Église[1].

- 30 mars : entrée en service du Boeing 247 au sein d'United Airlines.

- 31 mars : 
  - En Uruguay, le président Gabriel Terra fait arrêter les neuf membres du Conseil national d’administration et dissout l’Assemblée. Le coup d’État se réalise presque sans heurts, l’armée est tenue à l’écart et la mobilisation populaire se révèle inexistante. L’autoritarisme sera modéré, et seulement 75 personnes devront s’exiler en 1935.
  - Début de la Gleichschaltung : Mise au pas des Länder et de toute la société allemande.

## Naissances
- 1er mars : Félicien Kabuga, homme d'affaires rwandais et financier du génocide au Rwanda en 1994.
- 2 mars : Nobuyoshi Tamura, Maitre d'Aikido (8e dan) († 9 juillet 2010).
- 3 mars : Lee Radziwill, personaltité américaine, sœur cadette de Jacqueline Kennedy Onassis († 15 février 2019).
- 4 mars : Jacques Julliard, journaliste et historien français († 8 septembre 2023).
- 5 mars : Walter Kasper, cardinal allemand, président du Conseil pontifical pour la promotion de l'unité des chrétiens.
- 9 mars : Mel Lastman, maire de Toronto et New York († 11 décembre 2021).
- 11 mars : Sandra Milo, actrice italienne († 29 janvier 2024).
- 12 mars : Djabir Novruz, écrivain azéri († 12 décembre 2002).
- 13 mars : Mahdi Elmandjra, professeur et écrivain marocain en sciences humaines et sociales († 13 juin 2014).
- 14 mars : 
  - Michael Caine, acteur et producteur britannique.
  - Quincy Jones, musicien américain († 3 novembre 2024).
  - René Felber, personnalité politique suisse († 18 octobre 2020).
- 15 mars : 
  - Philippe de Broca, réalisateur français († 26 novembre 2004).
  - Ruth Bader Ginsburg, juge à la Cour suprême des États-Unis de 1993 à 2020 († 18 septembre 2020).
- 17 mars : Myrlie Evers-Williams, militante, journaliste afro-américaine engagée dans le mouvement afro-américain des droits civiques.
- 18 mars : Severino Poletto, cardinal italien, archevêque de Turin († 17 décembre 2022).
- 22 mars : Abolhassan Bani Sadr, homme politique iranien et premier président élue démocratiquent de la République islamique d'Iran († 9 octobre 2021).
- 25 mars : Nicholas Georgiade, acteur américain († 19 décembre 2021).
- 27 mars : Michel Guérard, chef cuisinier français († 19 août 2024).
- 28 mars :
  - René Borg, réalisateur et directeur artistique français dans le domaine du cinéma d'animation († 6 mars 2014).
  - Juan Sandoval Íñiguez, cardinal mexicain, archevêque de Guadalajara.
- 30 mars : Jean-Claude Brialy, acteur, réalisateur et scénariste français († 30 mai 2007).

## Décès
- 5 mars : Anastasia Golovina, médecin bulgare (° 17 octobre 1850).
- 7 mars : David Koigen sociologue russo-allemand (° 28 septembre 1879).
- 13 mars : Robert Innes, astronome sud-africain (° 10 novembre 1861)
- 24 mars : Alfred William Alcock, naturaliste britannique (° 1859).